# IC 4324
IC 4324 — галактика типу Sbc (компактна витягнута спіральна галактика) у сузір'ї Центавр.
Цей об'єкт міститься в оригінальній редакції індексного каталогу.